# Thomas Luckau
Thomas Luckau (* 8. August 1957) ist ein ehemaliger deutscher Schwimmer, der für die DDR startete, und jetzt als Trainer am Olympiastützpunkt in Potsdam tätig ist. Er trainierte u. a. Johannes Hintze.

## Erfolge
DDR-Meisterschaften:
1973:
- Gold mit der 4 × 100-m-Lagenstaffel
- Gold mit der 4 × 100-m-Freistilstaffel
- Bronze über 100 m Rücken

1974:
- Silber über 200 m Rücken
- Bronze über 100 m Rücken

1975:
- Gold über 100 m Rücken
- Silber mit der 4 × 100-m-Freistilstaffel